# 国立高等美术学院

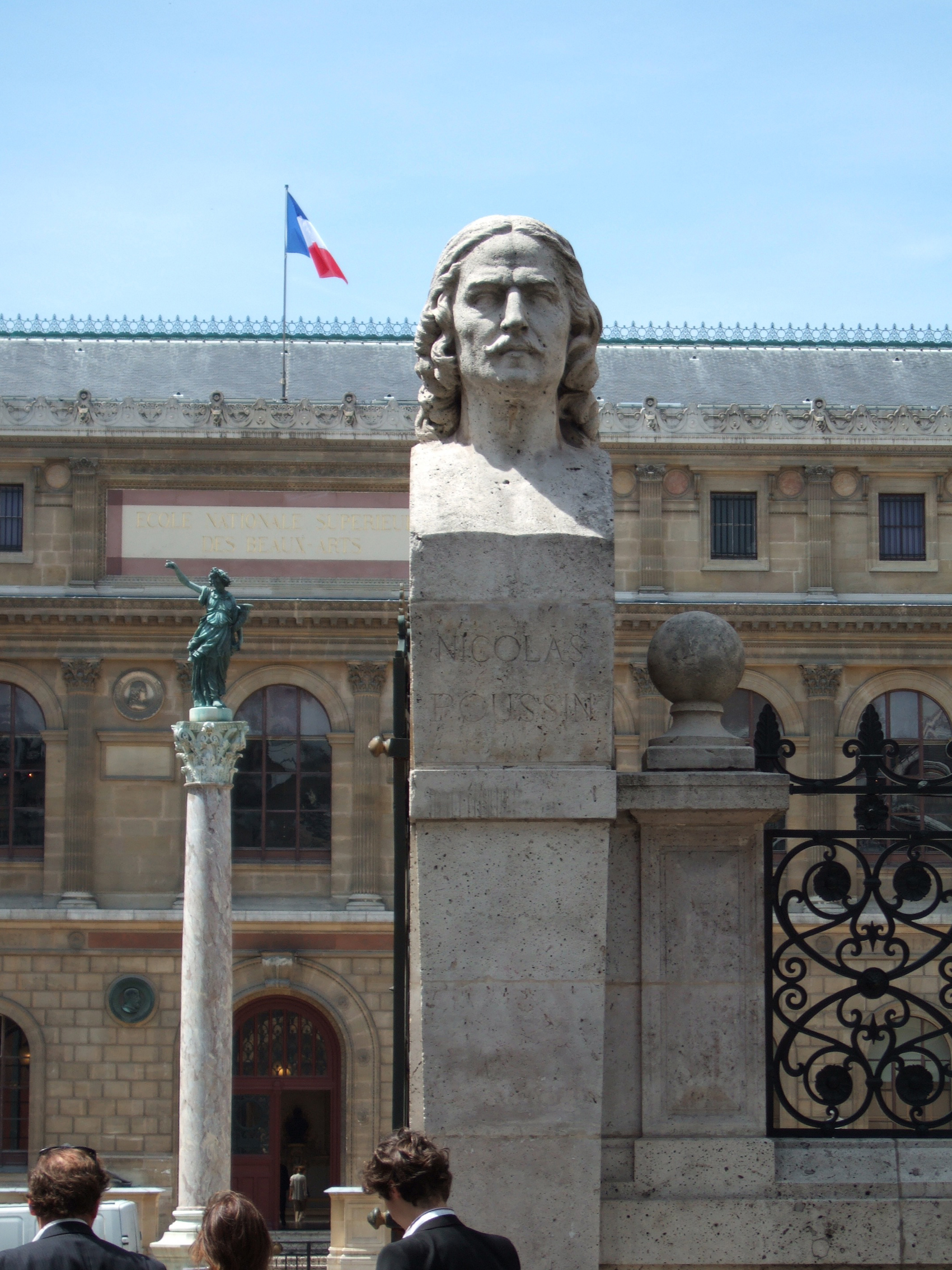
美術學院入口與尼古拉·普桑像

平面圖

國立高等美術學院（法語：École nationale supérieure des Beaux-Arts，法語發音：[ekɔl nasjɔnal sypeʁjœʁ de boz‿aʁ]，简称Beaux-Arts de Paris，缩写为ENSBA）是位於法國巴黎的一所美術學院，距離盧浮宮不遠。
該學院由让-巴普蒂斯特·柯尔贝尔創立於1671年，1793年皇家绘画暨雕刻学院（1648年建立）併入其中。
自2001年巴黎-马拉盖国立高等建筑学校成立起开始使用学校部分校舍进行教学。

## 著名校友
- 那德爾·亞馮梭，繪畫
- 安托万·布德尔，雕塑
- 雅克-路易·大卫，繪畫
- 埃德加·德加，繪畫
- 欧仁·德拉克罗瓦，繪畫
- 方幹民，繪畫、雕塑
- 让-奥诺雷·弗拉戈纳尔，繪畫
- 瓦伦蒂诺·格拉瓦尼，時裝設計
- 托尼 加尼耶，建築
- 大卫·歌诗坦，繪畫、雕塑
- 西奧多·傑利柯，繪畫
- 于貝爾·德·紀梵希，時裝設計
- 让·奥古斯特·多米尼克·安格尔，繪畫
- 维克多·拉卢，建築
- 林风眠，繪畫
- 亨利·马蒂斯，繪畫
- 旺莫利萬，建築
- 克勞德·莫奈，繪畫
- 居斯塔夫·莫罗，繪畫
- 翁占秋，繪畫
- 潘玉良，繪畫
- 克里斯蒂安·德波宗巴克，建築，1994年普利兹克獎得主
- 皮埃尔-奥古斯特·雷诺阿，繪畫
- 乔治·鲁奥，繪畫
- 阿尔弗雷德·西斯莱，繪畫
- 罗兰·托普，設計
- 徐悲鸿，繪畫
- 严培明，繪畫
- 顏文樑，繪畫

## 外部連接
- 官方網站（页面存档备份，存于）

48°51′24.16″N 2°20′0.68″E / 48.8567111°N 2.3335222°E